# Ken, a farkasfiú
A Ken, a farkasfiú (狼少年ケン; Ókami sónen Ken; Hepburn: Ōkami shōnen Ken) egy fekete-fehér japán animesorozat, amit a Toei Animation készített. Ez volt a Toei első televíziós sorozata. Japánban a NET (ma TV Asahi) vetítette 86 epizódon keresztül 1963. november 25. és 1965. augusztus 16. között. A sorozat rendezésében részt vett Takahata Iszao, a fiatal Mijazaki Hajao pedig fázisrajzolóként dolgozott rajta.
Angol nyelven Ausztráliában vetítette néhány városi televízió az első 26 epizódot a 70-es években, az Egyesült Államokba csak a pilot epizód jutott el.
A sorozathoz két mozifilm is készült.

## Szereplők
Japán hangok
| Szereplő | Japán hang      |
| --- | --------------- |
| Ken | Nisimoto Júdzsi |
| Chicchi | Tagami Kazue    |
| Poppo | Mizugaki Jóko   |
| Black | Ótake Hirosi    |
| Boss | Janami Dzsódzsi |
| One-Eyed Jack | Ucumi Kendzsi   |
| Gorilla | Kamijama Takuzó |
| Medve | Maszuoka Hirosi |
| Dorothy | Kacura Reiko    |
| Wally | Jamamoto Keiko  |
| További hangok |                 |
| Simada Akira, Nagai Icsiró, Nozava Maszako, Nozava Nacsi, Kobajasi Oszamu, Hasze Szandzsi, Csikaisi Sinszuke, Macuo Josiko |                 |

Angol hangDaws Butler
Magyar hangokKern András (Ken), Hacser Józsa (Chicchi), Harkányi Endre (Poppo), Háray Ferenc, Szoó György, Sinkovits-Vitay András, Dalmadi Géza, Czigány Judit, Elekes Pál, Bozai József, Balog Mihály, Konrád Antal, Szuhay Balázs, Maros Gábor, Cser Tamás, Versényi László, Juhász Tóth Frigyes, Gálvölgyi János, Gyenge Árpád, Basilides Zoltán, Bujtor István, Márton András, Kiss Gábor, Mányai Zsuzsa, Farkas Antal, Győri Ilona, Kaló Flórián, Képessy József, Havas Gertrúd, Láng József, Végvári Tamás, Bodrogi Gyula, Tahi Tóth László, Kemény Henrik, Kertész Péter, Miklósy György, Körmendi János, Verebély Iván, Kéry Józsa, Magda Gabi

## Epizódlista
- 1. Nihon asi no ókami (二本足の狼; Hepburn: Nihon ashi no ōkami?)
- 2. Sirogane no Lion (白銀のライオン; Sirogane no Raion; Hepburn: Shirogane no Raion?)
- 3. Mahócukai Tamatan (魔法使いタマタン; Hepburn: Mahōtsukai Tamatan?)
- 4. Kaidzsú Brontosaurus (怪獣プロントサウルス; Kaidzsú Purontoszauruszu; Hepburn: Kaijū Purontosaurusu?)
- 5. Arabia no kaidzsin (アラビアの怪人; Hepburn: Arabia no kaijin?)
- 6. Kutabare! Madara zoku (くたばれ!まだら族?)
- 7. Ippon asi no otoko (一本足の男; Hepburn: Ippon ashi no otoko?)
- 8. Ma no iva no kettó (魔の岩の決闘; Hepburn: ma no iwa no kettō?)
- 9. Totempole no kaidzsin (トーテムポールの怪人; Tótemupóru no kaidzsin; Hepburn: Tōtemupōru no kaijin?)
- 10. Gesszekai no otoko (月世界の男; Hepburn: Gessekai no otoko?)
- 11. Dzsoó Cleopatra (女王クレオパトラ; Dzsoó Kureopatora; Hepburn: Joō Kureopatora?)
- 12. Obake girai (おばけ嫌い?)
- 13. Pistol szódó (ピストル騒動; Piszutoru szódó; Hepburn: Pisutoru sōdō?)
- 14. Jungle sidzsó szaidai no szakuszen (ジャングル史上最大の作戦; Dzsanguru sidzsó szaidai no szakuszen; Hepburn: Janguru shijō saidai no sakusen?)
- 15. Hóró no siro ókami (放浪の白狼; Hepburn: Hōrō no shiro ōkami?)
- 16. Cukijo no dekigoto (月夜の出来事; Hepburn: Tsukiyo no dekigoto?)
- 17. Chicchi to Poppo no bóken rjokó (チッチとポッポの冒険旅行; Csiccsi to Poppo no bóken rjokó; Hepburn: Chicchi to Poppo no bōken ryokō?)
- 18. Jungle macsigai cuzuki (ジャングル間違いつづき; Dzsanguru macsigai cuzuki; Hepburn: Janguru machigai tsuzuki?)
- 19. Dokujaku szódó (毒薬騒動; Hepburn: Dokuyaku sōdō?)
- 20. Jungle no inbó (ジャングルの陰謀; Dzsanguru no inbó; Hepburn: Janguru no inbō?)
- 21. Fukija no himicu (吹矢の秘密; Hepburn: Fukiya no himitsu?)
- 22. Kaette kita aicu (帰って来たあいつ; Hepburn: Kaette kita aitsu?)
- 23. Cirkus kara kita nakama (サーカスから来た仲間; Szákaszu kara kita nakama; Hepburn: Sākasu kara kita nakama?)
- 24. Zóge no mizuumi (象牙の湖; Hepburn: Zōge no mizuumi ?)
- 25. Tengoku va doko ni (天国はどこに; Hepburn: Tengoku wa doko ni?)
- 26. Jungle dómei (ジャングル同盟; Dzsanguru dómei; Hepburn: Janguru dōmei?)
- 27. Hoero Jungle (吼えろジャングル; Hoero Dzsanguru; Hepburn: Hoero Janguru?)
- 28. Nuszumareta tengoku (ぬすまれた天国; Hepburn: Nusumareta tengoku?)
- 29. Maborosi no ókami (幻の狼; Hepburn: Maboroshi no ōkami?)
- 30. Wani no kami (ワーニーの神; Vání no kami; Hepburn: Wānī no kami?)
- 31. Jungle no nidzsi (ジャングルの虹; Dzsanguru no nidzsi; Hepburn: Janguru no niji?)
- 32. Amazon kara kita Condor (アマゾンから来たコンドル; Amazon kara kita Kondoru?)
- 33. Akuma no mori (悪魔の森?)
- 34. Arasi no okurimono (嵐のおくりもの; Hepburn: Arashi no okurimono?)
- 35. Gorilla no fukusú (ゴリラの復しゅう; Gorira no fukusú; Hepburn: Gorira no fukushū?)
- 36. Utagavareta ókami tacsi (疑われた狼達; Hepburn: Utagawareta ōkami tachi?)
- 37. Nazo no izumi (謎の泉?)
- 38. Neravareta ojako sika (ねらわれた親子鹿; Hepburn: Nerawareta oyako shika?)
- 39. Jungle no taijó (ジャングルの太陽; Dzsanguru no taijó; Hepburn: Janguru no taiyō?)
- 40. Poppo no komori ka (ポッポの子守歌?)
- 41. Cunagare ta ókami (つながれた狼; Hepburn: Tsunagare ta ōkami?)
- 42. Kurokuma zoku to no taikecu (黒熊族との対決; Hepburn: Kurokuma zoku to no taiketsu?)
- 43. Ken to Chino (ケンとチノ; Ken to Csino?)
- 44. Ókami no okite (狼のおきて; Hepburn: Ōkami no okite?)
- 45. Ningen to ókami tacsi (人間と狼たち; Hepburn: Ningen to ōkami tachi?)
- 46. Jungle no júdzsó (ジャングルの友情; Dzsanguru no júdzsó; Hepburn: Janguru no yūjō?)
- 47. Miccu no júki (三つの勇気; Hepburn: Mittsu no yūki?)
- 48. Jungle ni kita vanpaku bója (ジャングルに来たわんぱく坊や; Dzsanguru ni kita vanpaku bója; Hepburn: Janguru ni kita wanpaku bōya?)
- 49. Lion no dzsoó (ライオンの女王; Raion no dzsoó; Hepburn: Raion no joō?)
- 50. Wani kava no sitó (ワニ河の死闘; Vani kava no sitó; Hepburn: Wani kawa no shitō?)
- 51. Konkecu no Jimmy (混血のジミー; Konkecu no Dzsimí; Hepburn: Konketsu no Jimī?)
- 52. Jungle no gendaikko (ジャングルの現代っ子; Dzsanguru no gendaikko; Hepburn: Janguru no gendaikko?)
- 53. Jungle no muhómono (ジャングルの無法者; Dzsanguru no muhómono; Hepburn: Janguru no muhōmono?)
- 54. Ókami zoku no kiki (狼族の危機; Hepburn: Ōkami zoku no kiki?)
- 55. Noroma na eijú (のろまな英雄; Hepburn: Noroma na eiyū?)
- 56. Okubjó na Lion (おく病なライオン; Okubjóna Raion; Hepburn: Okubyōna Raion?)
- 57. Hóró dzsi Barry (放浪児バリー; Hóró dzsi Barí; Hepburn: Hōrō ji Barī?)
- 58. Kimjó na tóbó sa (奇妙な逃亡者; Hepburn: Kimyō na tōbō sha?)
- 59. Mahócukai no desi (魔法使いの弟子; Hepburn: Mahōtsukai no deshi?)
- 60. Tobidasita ókami (とびだした狼; Hepburn: Tobidashita ōkami?)
- 61. Melon no himicu (メロンの秘密; Meron no himicu; Hepburn: Meron no himitsu?)
- 62. Maó no jakuszoku (魔王の約束; Hepburn: Maō no yakusoku?)
- 63. Varera no Boss (われらのボス; Varera no Boszu; Hepburn: Warera no Bosu?)
- 64. Iszoge! Mount Jungle e (急げ!マウントジャングルへ; Iszoge! Mauntodzsanguru e; Hepburn: Isoge! Mauntojanguru e?)
- 65. Majoigo no go hiki (迷い子の五匹; Hepburn: Mayoigo no go hiki?)
- 66. Szamui kuni kara kita ókami (寒い国から来た狼; Hepburn: Samui kuni kara kita ōkami?)
- 67. ○×szódó (○×騒動; Hepburn: ○×sōdō?)
- 68. Jungle no júsa (ジャングルの勇者; Dzsanguru no júsa; Hepburn: Janguru no yūsha?)
- 69. Okasina okasina Chimpanzee (おかしなおかしなチンパンジー; Okasina okasina Csinpandzsí; Hepburn: Okashina okashina Chinpanjī?)
- 70. Jungle no hosi va kiezu (ジャングルの星は消えず; Dzsanguru no hosi va kiezu; Hepburn: Janguru no hoshi wa kiezu?)
- 71. Madara zoku no ókan (まだら族の王冠; Hepburn: Madara zoku no ōkan?)
- 72. Hokori takaki Gorilla (誇り高きゴリラ; Hokori takaki Gorira?)
- 73. Chicchi to Poppo to Chippo to (チッチとポッポとチッポーと; Csiccsi to Poppo to Csippó to; Hepburn: Chicchi to Poppo to Chippō to?)
- 74. Ken to otenba muszume (ケンとおてんば娘; Hepburn: Ken to otenba musume?)
- 75. Jungle Patrol (ジャングル・パトロール; Dzsanguru Patoróru; Hepburn: Janguru Patorōru?)
- 76. Ken to óji to ohimeszama (ケンと王子とお姫様; Hepburn: Ken to ōji to ohimesama?)
- 77. Jungle szaiban (ジャングル裁判; Dzsanguru szaiban; Hepburn: Janguru saiban?)
- 78. Ikiteita eijú (生きていた英雄; Hepburn: Ikiteita eiyū?)
- 79. Kodoku na Lion (孤独なライオン; Kodoku na Raion?)
- 80. Tondemonai jacu (とんでもない奴; Hepburn: Tondemonai yatsu?)
- 81. Black no madzsucu si (ブラックの魔術師; Burakku no madzsucu si; Hepburn: Burakku no majutsu shi?)
- 82. Szabaku no narazumono (砂漠のならず者; Hepburn: Sabaku no narazumono?)
- 83. Csitei no dzsoó (地底の女王; Hepburn: Chitei no joō?)
- 84. Unicorn va doko ni (ユニコーンはどこに; Junikón va doko ni; Hepburn: Yunikōn wa doko ni?)
- 85. Csibikko szenpú (チビッコ旋風; Hepburn: Chibikko senpū?)
- 86. Vanpaku szenpú (わんぱく旋風; Hepburn: Wanpaku senpū?)

## Zene
A Ken, a farkasfiú zenéjét Kobajasi Aszei szerezte. Főcímdala és zárófőcímdala, az Ókami sónen Ken (狼少年ケン) az Ansanburu Bibo, a Victor Sónen Gassódan és a Nisirokugó Sónen Sódzso Gassódan előadásában hallható.